# الكلية التقنية العليا
جامعة التقنية والعلوم التطبيقية مسقط تعتبر ثاني أكبر مؤسسة للتعليم العالي في سلطنة عمان وكانت تسمى حينها كلية عمان الصناعية ومن ثم الكلية الفنية الصناعية وبها أكثر من 1000 طالبا وطالبة في مختلف التخصصات ، تم افتتاح الكلية في عام 1984م تحت رعاية ثويني آل سعيد في عهد السلطان قابوس بن سعيد سلطان عُمان.

## الكليات
الكلية هي إحدى 8 كليات تقنية في السلطنة وهي :
- الكلية التقنية العليا بمسقط
- الكلية التقنية بإبراء
- الكلية التقنية بالمصنعة
- الكلية التقنية بصلالة
- الكلية التقنية بنزوى
- الكلية التقنية بعبري
- الكلية التقنية بشناص
- الكلية التقنية بالرستاق

## البرامج والتخصصات
يُدرس بالكلية أربع مستويات بالإضافة إلى السنة التأسيسية شهادة الدبلوم والدبلوم العالي والبكالوريوس في التخصصات الرئيسية التالية:
- تخصص الهندسة
- تخصص العلوم التطبيقية
- تخصص تقنية المعلومات
- تخصص الدراسات التجارية
- تخصص الصيدلة
- تخصص التصوير الضوئي
- تخصص تصميم الأزياء

## مرافق الكلية
الكلية بها 7 مباني رئيسية بمساحة إجمالية (49700) مترا مربعا:
- مبنى السنة التأسيسية
- مبنى الإدارة[1]
- مبنى الهندسة
- مبنى الكهرباء
- مبنى الدراسات التجارية وتصميم الأزياء
- مبنى العلوم التطبيقية والصيدلة
- مبنى الاس بي

وبها أيضاً عدة ورش هندسية ومختبرات علوم ومختبرات الحاسب الآلي مزودة بأحدث الأجهزة وبعض المرافق الأخرى مثل المكتبات والمطاعم وغيرها من التسهيلات .

## روابط خارجية
- موقع الكلية